# Chema Rodríguez (cineasta)
Chema Rodríguez (Sevilla, 1967) es un director y guionista de cine español.

## Crear desde el viaje
Chema Rodríguez es autor de los libros El diente de la ballena (El País Aguilar, 1999) , Anochece en Katmandú (RBA, 2003) y "Anochece en la India".
Como director, guionista y realizador, ha intervenido en documentales emitidos en TVE, GeoPlaneta y en diversas operadoras internacionales, con series como Sahel, la frontera herida (1999), El barco de Ulises (2001), La llamada de África (2003), Vivir en el agua (2005) o Latidos (2008).

## Filmografía
Su debut cinematográfico fue en 2002 con la serie documental Sahel, la frontera herida.
En su trayectoria cinematográfica destaca como guionista, director y productor del largometraje documental Estrellas de la Línea (2006). Obtuvo numerosos premios como el Segundo Premio del Público Berlinale Panorama 2006. Mención especial del Jurado en el Festival de Málaga 2006. Premio Sebastiane del Festival de San Sebastián 2006. Primer Premio en la Primavera Cinematográfica de Lorca. En 2007 la película ganó tres premios Ícaro: Mejor Película Centroamericana, Mejor Director y Mejor Montaje. Primer Premio de la Audiencia en el  Latin American Film Festival de Utrecht 2007, y otra docena de premios en diversos festivales internacionales. Ha participado en la sección oficial de numerosos festivales por todo el mundo: Karlovy Vary, Hot docs-Toronto, Silver Docs-Washington, Montreal, Edimburgo, Varsovia, Hamburgo, Chicago, Miami o Tokio.
Es guionista de la película La gran final, dirigida por Gerardo Olivares (Sección Oficial Especial Berlinale 2006).
Como director, guionista y productor también ha realizado los cortometrajes documentales Amor callejero y Triste borracha, que recibió el Primer Premio del Jurado en Documenta Madrid 2009.
En 2009 participó de nuevo en la Sección Panorama de la Berlinale con su documental Coyote, película galardonada con el Segundo Premio del Jurado Documenta Madrid 2009 y el Primer Premio del Jurado y el Premio del Público en el  Latin American Film Festival de Utrecht. También fue premiada en el WorldFest Houston International Film Festival  2010.
En 2010 elaboró el guion y dirigió la TV movie Maras estrenada en Antena 3. 
En 2011 estrenó el largometraje documental El Abrazo de los Peces.
En 2014 director, guionista y productor de Anochece en la India, largometraje de ficción en coproducción internacional. La película participó en la Sección Oficial del Festival de Cine de Málaga 2014 y fue galardonada con la Biznaga de Plata al Mejor Actor (Juan Diego) y al Mejor Montaje. Asimismo fue nominada al Goya a Mejor Guion Adaptado en 2015.
Los gigantes no existen (2017), hasta 2018 su último largometraje, es una cinta dramática ambientada en la Guatemala de los años 80.
- 2002 - Sahel, la frontera herida (documental para televisión)
- 2006 - Estrellas de la Línea (documental)
- 2009 - Coyote (documental)
- 2011 - El abrazo de los peces (documental)
- 2011 - Maras (serie de televisión)
- 2014 - Anochece en la India
- 2017 - Los gigantes no existen

## Premios y distinciones
Festival Internacional de Cine de San Sebastián
| Año  | Categoría         | Película              | Resultado |
| ---- | ----------------- | --------------------- | --------- |
| 2006 | Premio Sebastiane | Estrellas de la línea | Ganadora  |